# 郭宗嘏墓
郭宗嘏墓，是位於臺灣新北市八里區大八里坌段的一處塚墓。已知在八里地區境內現存年代最早的漢人古墓，後於2012年5月15日公告為新北市市定古蹟。

## 沿革
郭宗嘏為清代漢移民墾拓台北盆地開發史的重要人物，其父親郭光天與家族來自福建漳州，於雍正六年（1728年）來到臺灣開墾，其中郭宗嘏開拓範圍則從台北盆地拉致桃園龜山、林口到八里一帶，期間曾共闢龜崙嶺古道、捐贈大量金錢予泰山明志書院「義塾」等事蹟。
郭宗嘏於乾隆四十一年（1776年）去世，享年54歲，官府為推崇他在文教上的貢獻，特追封七品官銜「文林郎」並諡號「惠文」。其墓於同年安葬，並在乾隆四十八年（1783年）進行修建。

## 格局
郭宗嘏墓的形式為清中葉時代塚墓特徵，其墓體是藉三合土（含貝灰）夯土版築而成，整體格局呈現前低後高，左右與後方環抱墳墓本體的建築形式。墓碑並無碑首，耳飾直接碑身立於碑座墓體上方作為呈現，另外設有墓龜為頂蓋。左右安置一對石獅，儘管因長久的雨水侵蝕使塚墓有著風化現象，但郭宗嘏墓整體上的構造結構尚保存良好。

## 外部連結
- 郭宗嘏墓 - 文化部iCulture （页面存档备份，存于）
- 郭宗嘏墓- 新北市文化資產數位學習網 （页面存档备份，存于）